# 편하설
편하설(1874 - 1958) 또는 찰스 F. 번하이셀(Charles F. Bernheisel) 선교사는 미국 북장로교회의 파송을 받고 1900년에 내한한 개신교 선교사이다.

## 생애
그는 1874년 9월 11일 미국 인디애나주 컬버(Culver)에서 출생했다. 그는 1896년 하노버(Hanover)대학을 졸업하고 시카고의 매코믹신학교를 1900년 졸업한 후(M. Div)그해 3월, 미국 북장로교회에서 한국 선교사로 임명을 받았다.
미국 북장로교회 뉴 올바니 노회에서 목사 안수를 받은 그가 한국을 향해 인디애나주 제퍼슨빌의 자택에서 출발한 것이 1900년 하반기였다.
그는 고향을 떠나 시카고를 거쳐 샌프란시스코에서 배를 타고 하와이를 거쳐 일본 요코하마를 경유, 1900년 10월 16일 부산에 도착했다.
10월 18일 제물포에 도착하여 서울에 들어와 미국 공사관에 등록을 하고 선교부로부터 평양에 선교지를 배정받고 이튿날인 19일에 다시 제물포로 내려가 배를 타고 진남포를 거쳐 평양에 입성하였다.
그는 26세의 미혼 총각으로 한국에 왔는데 , 후에 들어와 평북지방에서 같이 선교 사역을 하였던 헬렌 컥우드양과 1905년 12월31일 약혼을 하고, 1907년 9월20일 결혼을 하였다.
그는 일생동안 평양을 중심으로 한 서북지방에서 활동하다 태평양전쟁이 일어난 후, 일제가 외국 선교사들을 추방할 때인 1942년, 다른 선교사들과 함께 고국으로 돌아감으로써 그의 42년간의 선교활동도 끝나게 된다.
그는 미국에서 한 번 결혼하였으나 결혼에 성공하지 못하고 이혼하였다. 이혼 후 그는 재혼하지 않고 암에 걸려 고생하다 84세를 일기로 고향 인디애나 폴리스에서 세상을 떠났다.

## 산정현교회의 창립
편하설의 가장 중요한 업적은 한국교회가 내세울 대표적 순교자인 주기철 목사가 목회하던 평양 산정현교회를 창립하고 그 초대 목사가 되었다는 점이다.
그는 그의 일기에 산정현교회의 설립에 대해 다음과 같이 기록했다.
"1906년 1월 25일
도시에서의 필요성을 고려해 본 후에 남문과 중앙교회(장대현교회를 가리킴)지역에 새 교회를 다로 세우기로 결정했다. 우리가 내일부터 열흘간 주최하기로 한 전도대회를 위해 중앙교회가 너무 작으리라 생각되어 특별히 이 결정이 내려졌다. 나는 새 교회의 목사로 임명되었고, 좀 더 중심부에 교회를 세우기 전에는 동문교회에서 예배를 드릴 것이다.
나는 오늘 밤 기도회에서 교구 사람들을 만났다. 50~60명이 나왔다."

## 천주교 비판
그는 평양장로회 신학교 교지인 '신학지남'에 여러편의 글을 써서 가톨릭 교회를 비판했는데 다음과 같은 내용이다.

### 교회의 머리와 터는 누구인가
그는 '신학지남'에 기고한 '로마교의 그릇된 교훈과 그에 대한 비판'과 '교황제도의 분해'에서 천주교가 교회의 머리와 터에 대해 잘 못 가르치고 있다고 비판했다.
편하설은 " 하나님 교회의 머리는 누군가. 오직 예수 뿐이 교회의 머리가 되는 것이다. 참교회의 터는 누군가 오직 예수뿐이 교회의 터이다'라고 강조했다.

### 성서관
편하설의 복음에 대한 열정은 그의 철저한 성서관에 나온다.
그는 '신학지남'에 기고한 '교회의 신앙규율'에서 그의 성서관을 발표했는데 "성서는 하나님의 교회여부를 판별하는 수단이며 그 진부를 가리는 표준과 시금석이 된다"고 하였다.
또 "성서와 일치하지 않는 교리나 실행을 따르지 않는 교회가 있다면 이는 배교자의 집단으로 밖에 볼 수 없다"고 말하며 천주교를 비판했다.
또한 '생명의 말씀의 기록'이라며 성서의 중요성을 강조하며 천주교가 성서를 어떻게 경시하고 있는 지를 다음과 같이 지적하였다.
- 성서는 원만한 것이 아니라함
- 성서에는 구원에 필요건 전부가 포함된 것이 아니라 함
- 성서는 희미하고 몽롱함.
- 성서는 평민이 읽을 것이 아니라 함
- 성서는 논쟁에 대한 최후적 해결책이거나 또는 신앙에 완전한 기준이 아니라 함.

### 교회론
편하설은 하나님의 참 교회에 대하여 다음과 같이 정의한다.
"하나님의 참 교회는 인간에 세워진 신적으로 창조된 사회로서 성삼위만을 예배하며 예수 그리스도의 속죄사와 그 의만이 구원의 근거임을 믿으며 성신을 인도자, 성화자, 위로자로 모시며 성경을 신앙의 유일한 표준으로 삼으며 값없이 주시는 하나님의 복음을 전인류에게 전파하는 것이다."
그는 또 교회를 보이는 교회와 보이지 않는 교회로 나누며 천주교가 이를 구분하지 않는 점을 지적하여 그들이 보이는 교회만을 강조하여 교황에게 복종하고 성례를 받고 외적의식에 참여하면 구원 얻는다고 말하는 것을 비판하고 있다.
또 천주교가 주장하는 교회 절대무오설에 대하여 "지상교회는 절대무오하지도 않고 완전히 거룩하지도 않다"고 주장한다.